# Giovanni Villotti
Giovanni Villotti, conosciuto anche come Nino Villotti (Ferrara, 3 luglio 1912 – ...), è stato un calciatore italiano, di ruolo attaccante.

## Carriera
Nel 1933 il Messina lo acquista dalla SPAL; nella stagione 1933-1934 segna 4 gol in 21 presenze in Serie B. L'anno seguente va invece a segno 6 volte in 21 presenze. Nella stagione 1935-1936 gioca invece nell'Aquila, sempre in Serie B. L'anno seguente torna al Messina, con cui segna altri 4 gol in 21 presenze, sempre in Serie B. Rimane con i giallorossi per un'ulteriore stagione, nella quale gioca come mediano, realizzando un gol in 26 partite disputate, per un totale di 89 presenze e 15 gol, tutti in Serie B, con la maglia della squadra siciliana. In seguito torna alla SPAL, con cui nella stagione 1938-1939 segna 10 gol in 34 presenze in Serie B; rimane nella SPAL (il cui nome era nel frattempo cambiato in Ferrara) anche nella stagione 1939-1940, in Serie C. Chiude la carriera giocando prima al Rovigo e poi al Ravenna.
In carriera ha giocato complessivamente 145 partite in Serie B, con 26 gol segnati.

## Palmarès

### Club

#### Competizioni nazionali
- Prima Divisione: 1

SPAL: 1932-1933